# 帕迪拉克
帕迪拉克（法語：Padirac，法語發音：[padiʁak]）是法国洛特省的一个市镇，位于该省东北部，属于古尔东区。

## 地理
帕迪拉克（44°50'30"N, 1°45'12"E）面积8.86 平方千米，位于法国奧克西塔尼大區洛特省，该省份为法国西南部内陆省份，北起顺时针与科雷兹省、康塔爾省、阿韦龙省、塔恩-加龙省、洛特-加龍省和多尔多涅省接壤。
与帕迪拉克接壤的市镇（或旧市镇、城区）包括：然特拉克、卢布勒萨克、米耶尔、泰格拉。

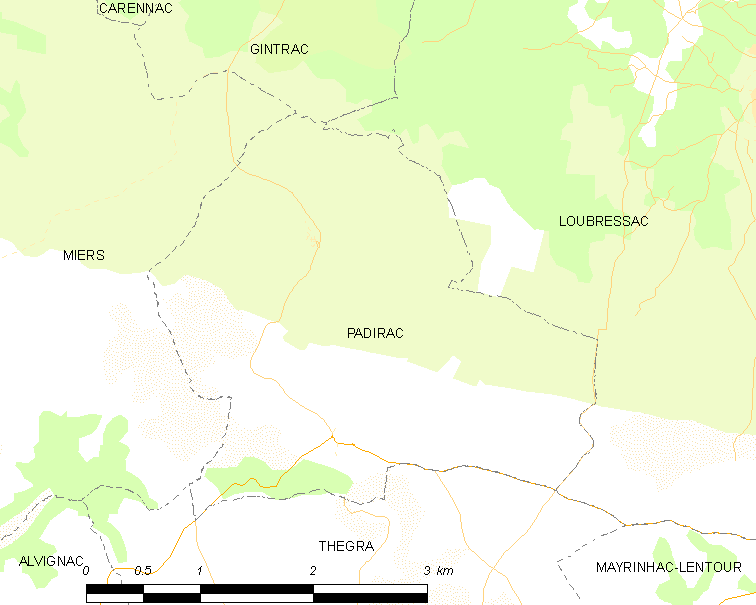
帕迪拉克的OSM定位图

帕迪拉克的时区为UTC+01:00、UTC+02:00（夏令时）。

## 行政
帕迪拉克的邮政编码为46500，INSEE市镇编码为46213。

## 政治
帕迪拉克所属的省级选区为格拉马县。

## 人口

1962-2008年间帕迪拉克人口变化图示

帕迪拉克于2022年1月1日时的人口数量为183人。